# Prüm

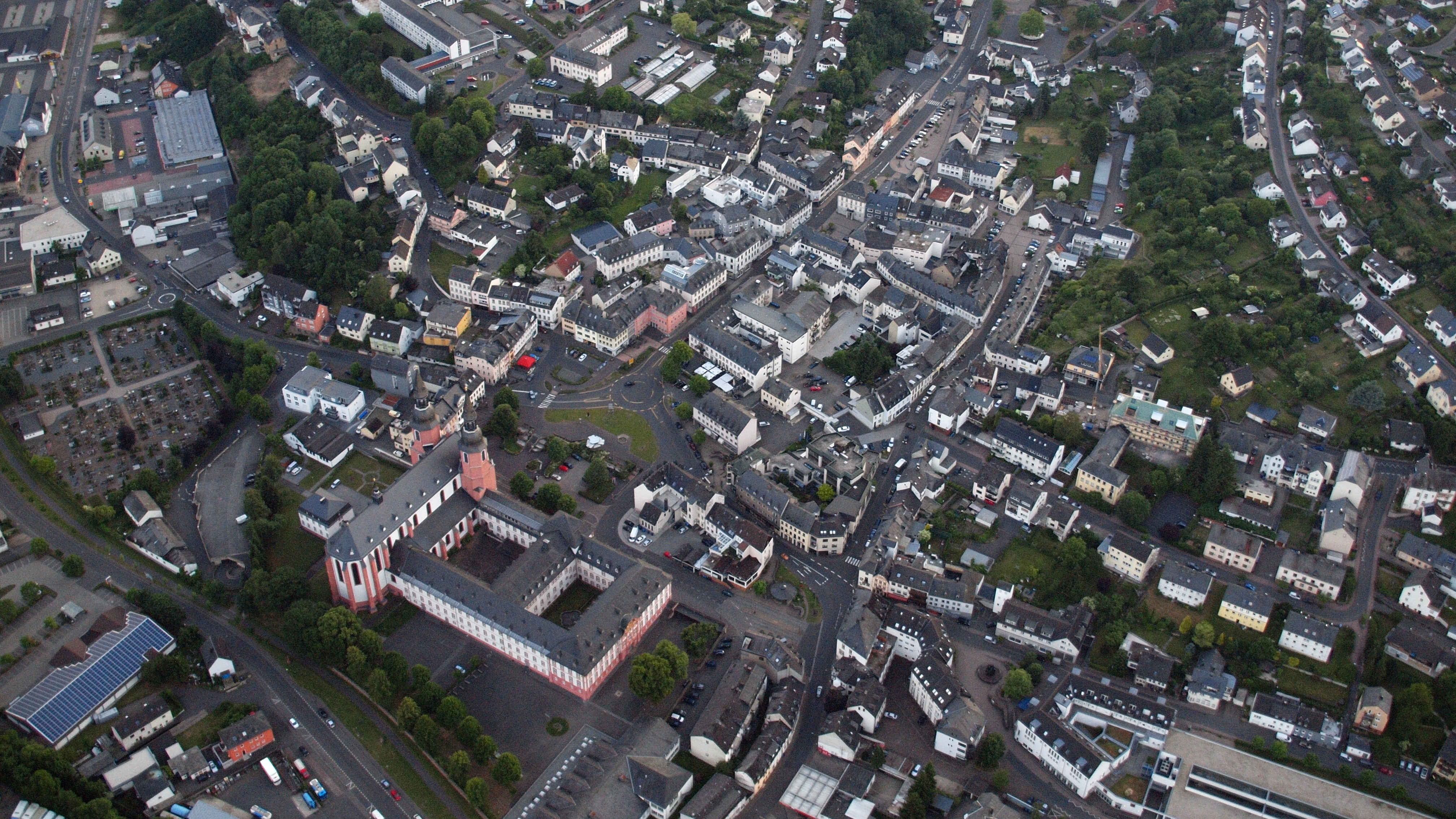
Prüm, Luftaufnahme (2015)

Prüm [ˈpʰʀʏm] ist eine Stadt in der Westeifel (Rheinland-Pfalz), ehemalige Kreisstadt, heute Verwaltungssitz der gleichnamigen Verbandsgemeinde im Eifelkreis Bitburg-Prüm. Prüm ist ein staatlich anerkannter Luftkurort und gemäß Landesplanung als Mittelzentrum ausgewiesen.

## Geographie
Die Stadt Prüm liegt am Tettenbach und an der Prüm (Nebenfluss der Sauer) am Fuß des Schneifel-Höhenzuges zwischen Ardennen und Eifel auf einer Höhe von 420 bis 560 m ü. NHN (St.-Joseph-Krankenhaus). Die Stadt ist namensgebend für die größte der devonischen Kalkmulden der Eifel, die 240 km2 große Prümer Kalkmulde.

## Stadtgliederung
Zur Stadt Prüm gehören die Ortsteile Kalvarienberg, Tafel, Walcherath und Wirbelscheid.
Im Jahr 1969 und in den Folgejahren wurden die Ortschaften Dausfeld (mit Dausfelder Mühle), Niederprüm (mit Sonnenberg), Steinmehlen und Weinsfeld (mit Haus Schröder und Mühle Lutz, Weinsfeldermühle) eingemeindet.

## Stadtteile / Ortsteile von Prüm

### Stadtteil Dausfeld
Die erste Erwähnung erfolgte 816 als „deofansfeld“ (der Ort gehörte zur Urpfarrei Rommersheim). Seit 1330 ist Dausfeld eine selbständige Pfarrei. Von 1570 bis 1802 gehörten von den sechs Höfen drei zur Pfarrei Olzheim und drei zu Weinsheim. Im 20. Jahrhundert wurden Brandgräber der Hunsrück-Eifel-Kultur gefunden.
Heute hat Dausfeld etwa 507 Einwohner und besteht aus den drei Teilen Dausfelder Höhe, Alt-Dausfeld und Dausfelder Mühle. Die Dausfelder Höhe ist ein Gewerbe- und Wohngebiet und gehört der Pfarrei Prüm an, Alt-Dausfeld sowie Dausfelder-Mühle gehören zur Pfarrei Weinsheim.

### Stadtteil Niederprüm
König Pippin schenkte 762 dem Kloster Prüm das Hofgut Niederprüm. Dort entstand 1190 das Benediktinerinnenkloster Niederprüm, womit die Besiedlung des Hofguts begann. Zwischen 1285 und 1296 erhielt dieses Kloster als Schenkung ein Hofgut, den Niederprümer Hof in Schweich an der Mosel. Das Klostergebäude wurde 1670 neugebaut und beherbergt heute ein Progymnasium der Vinzentiner.

### Stadtteil Steinmehlen
Steinmehlen entstand vermutlich vor 816.

### Stadtteil Weinsfeld
In einer Stiftungsurkunde der Bertrada von Mürlenbach aus dem 8. Jahrhundert wurde der „Hof des Winand“ erwähnt. Die erste Erwähnung von Weinsfeld erfolgte 1282. Der Kirchturm wurde 1735 gebaut. Heute befindet sich dort das Ehrenmal. Die Glocke des Turms ist von 1533. Im 20. Jahrhundert wurden römische und fränkische Gräber gefunden. Heute ist Weinsfeld eine reine Wohnsiedlung.

### Eingemeindungen
Im Zuge der Kommunalgebietsreform wurden von 1969 bis 1974 vier umliegende Gemeinden nach Prüm eingemeindet. Am 7. Juni 1969 erfolgte die Eingemeindung von Niederprüm, am 1. Januar 1971 von Dausfeld, am 1. Januar 1973 von Weinsfeld. Am 1. Januar 1974 erfolgte mit der Eingemeindung von Steinmehlen die bis heute letzte größere Gebietsänderung von Prüm.

### Ortsteil Kalvarienberg
Der Ortsteil Kalvarienberg liegt westlich von Prüm in Hanglage. Bekannt ist der Ortsteil vor allem durch die Explosionskatastrophe von 1949 von der ein Krater im Gelände zeugt. Im Ortsteil Kalvarienberg wurde ein Gedenkkreuz errichtet, um an die Katastrophe zu erinnern. Ferner gibt es mehrere Wegekreuze, Bildstöcke, einen sogenannten Ölgarten und eine Wegekapelle aus dem Jahre 1884 entlang der Kalvarienbergstraße. Weitere bedeutende Bauwerke im Ortsteil sind das Wirtschaftsgebäude des Bischöflichen Konvikts aus dem Jahre 1889 sowie die Kalvarienbergkapelle von 1984. Sie ist der Nachfolgebau für die ursprüngliche Kapelle von 1696, welche bei der Explosion zerstört wurde. Im Ortsteil befindet sich das Krankenhaus St. Joseph.

### Ortsteil Tafel
Der Ortsteil Tafel liegt nördlich von Prüm, noch oberhalb des Kalvarienbergs in Hanglage. Es handelt sich um einen der größeren Ortsteile von Prüm. Direkt durch den Ort verläuft die Bundesstraße 265. In Tafel sind mehrere Fahrzeughändler ansässig.

### Ortsteil Walcherath
Der Ortsteil Walcherath liegt nördlich von Prüm und gliedert sich in zwei kleinere Ansiedlungen. Walcherath entstand durch die Rodung eines Waldgebietes. Der Ortsteil liegt direkt an der Bundesstraße 265. Im Ort sind zwei Ferienunterkünfte ansässig.

### Ortsteil Wirbelscheid
Der Ortsteil Wirbelscheid liegt nordwestlich von Prüm, oberhalb des Ortsteils Tafel. Es handelt sich um einen der kleineren Ortsteile. Sehenswert ist ein ehemaliger Steinbruch. Wirbelscheid liegt direkt an der Landesstraße 17.

## Name
Der Name der Siedlung wurde vermutlich vom Fluss Prüm abgeleitet, dessen latinisierte Bezeichnung „Prumia“ vermutlich auf keltische Ursprünge (briman oder promea = brausen, rauschen) zurückgeht. Der Sprachforscher Albrecht Greule hingegen sieht eine keltische Herkunft aufgrund des anlautenden P- kritisch und sieht einen Zusammenhang mit dem urindogermanischen Verb *preh1- „anblasen, anfachen, ausspritzen“ im Sinne von „spritzendes Gewässer“. In der frühesten urkundlichen Erwähnung von 721 ist von „villa prumia“ und „fluvio prumia“ die Rede. Der heute verwendete mundartliche Name „Prim“ wird 1769 erstmals erwähnt und der hochdeutsche Name „Prüm“ vermutlich unter französischen Einfluss ab ca. 1800.

## Geschichte

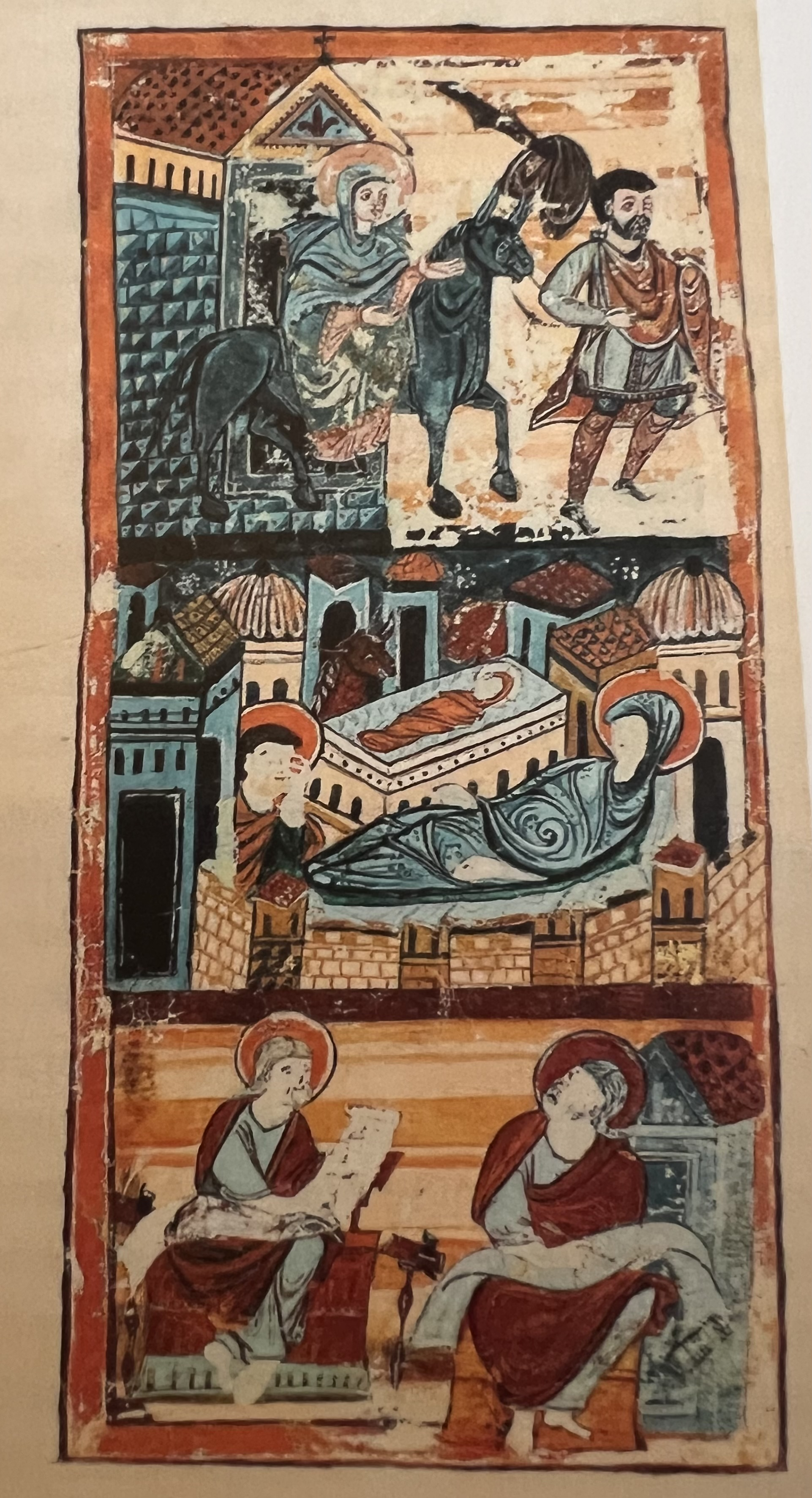
Prümer Tropar, 10. Jahrhundert

Im Jahr 721 wurde durch Bertrada die Ältere und Charibert mit Mönchen aus dem Kloster Echternach ein Kloster gegründet. 752 erfolgte eine erneute Gründung durch König Pippin mit Benediktinermönchen. Die Weihe der Klosterkirche St. Salvator durch Papst Leo III. fand 799 im Beisein von Karl dem Großen statt. Etwa in den Jahren 891–919 entstand hier das Liber aureus von Prüm, die bedeutendste Urkundensammlung aus der Karolingerzeit. Aus dem 10. und 11. Jahrhundert haben sich zwei bebilderte Handschriften erhalten: Das ältere Tropar befindet sich heute in der Pariser Nationalbibliothek (Ms. lat. 9448); das etwas jüngere Perikopenbuch ist in der John Rylands Bibliothek in Manchester. 1222 wurde die Abtei Prüm von Kaiser Friedrich II. zum Fürstentum erhoben. Die Fürstabtei Prüm wurde 1576 dem geistlichen Kurfürstentum Trier einverleibt. Ab 1721 erfolgte ein Neubau der Klosterkirche unter Kurfürst Franz Ludwig von Pfalz-Neuburg und anderer Abteigebäude nach Plänen von Balthasar Neumann unter Kurfürst Franz Georg von Schönborn. 1794 wurde die Abtei im Gefolge der Französischen Revolution aufgelöst. 1860 wurden beim Abbau des alten Hochaltares die Gebeine Kaiser Lothars gefunden. Bei Artilleriebeschuss und Luftangriffen nach dem 16. September 1944 wurden die ehemaligen Abteigebäude stark beschädigt. 1950 war der Wiederaufbau der Kirche, 1952 der der Abteigebäude weitgehend abgeschlossen.
Die Gemeinde Prüm wurde 720 erstmals als villa prumia der Karolinger erwähnt. Nach der Reichsteilung von Prüm zog sich Kaiser Lothar I. 855 hierher zurück und starb sechs Tage später als Mönch. Kaiser Heinrich II. verlieh 1016 Prüm das Markt- und Münzrecht. Im Jahr 1307 wurde das Nikolaus-Hospital in der Stiftsstraße gegründet. Die 1696 gebaute Kalvarienbergkapelle wurde bei der Explosionskatastrophe in Prüm 1949 zerstört.
Bei einem großen Stadtbrand 1769 wurden 214 von 294 Häusern zerstört. Die linksrheinische Herrschaft des Kurfürstentums Trier endete 1794 mit der Annexion des Linken Rheinufers durch französische Revolutionstruppen. Prüm wurde 1798 Arrondissements- und Kantonsort im französischen Département Saar und Sitz einer Unterpräfektur und gehörte damit zu Frankreich. Die Abtei und das Marienstift wurden 1802 aufgehoben. Die Abteikirche wurde Pfarrkirche.
Als Folge des Wiener Kongresses kam Prüm 1815 an das Königreich Preußen. Aus dem Arrondissement Prüm wurde der Kreis Prüm im Regierungsbezirk Trier und gehörte ab 1822 zur preußischen Rheinprovinz. Die Stiftskirche des Marienstifts wurde 1822 abgerissen, und auf deren Grundstück entstand die Hahnstraße. Im Jahr 1841 erschien die erste eigene Zeitung, das Prümer Intelligenzblatt. Durch königlichen Erlass wurde Prüm 1856 erneut der Titel „Stadt“ verliehen.
Das St.-Joseph-Hospital wurde 1869 gegründet. Das Bischöfliche Konvikt wurde 1887 gegründet und gebaut. Am 22. Dezember 1883 wurde die Bahnstrecke nach Gerolstein eröffnet. Damit war Prüm über die Westeifelbahn ans Eisenbahnnetz angeschlossen. Die ersten privaten Wasserleitungen wurden 1892 gebaut. Der Bau der evangelischen Kirche wurde 1892 beendet.
Im Jahr 1901 gab es den ersten elektrischen Strom in Prüm. Ab 1908 erfolgte der Bau der Kanalisation. Nach dem Ersten Weltkrieg stand Prüm wie der Rest des Rheinlands von 1918 bis 1930 unter französischer Besatzung. Während des Zweiten Weltkriegs wurde Prüm ab dem 16. September 1944 Ziel von amerikanischem Artilleriebeschuss. Vor allem seit dem 23. Dezember nahmen die Bombenangriffe zu (Ardennenoffensive). Die Stadt wurde zu 80 % zerstört.

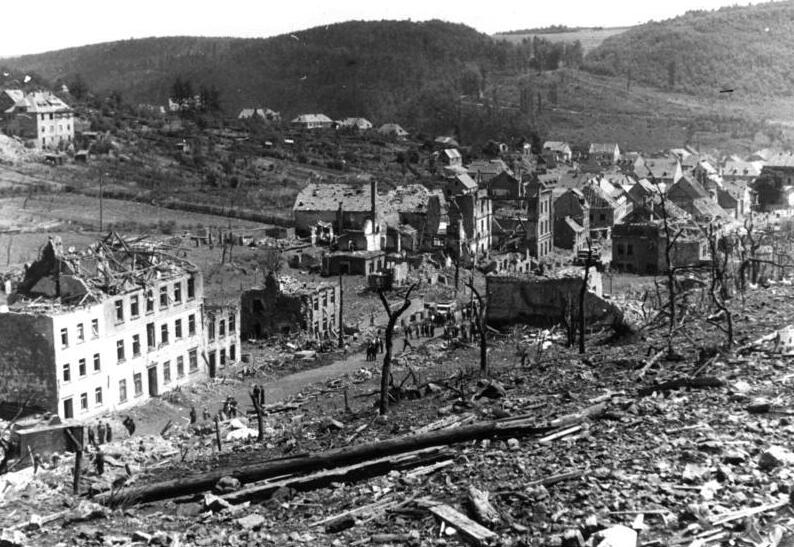
Zerstörungen durch die Explosion eines Munitionslagers 1949

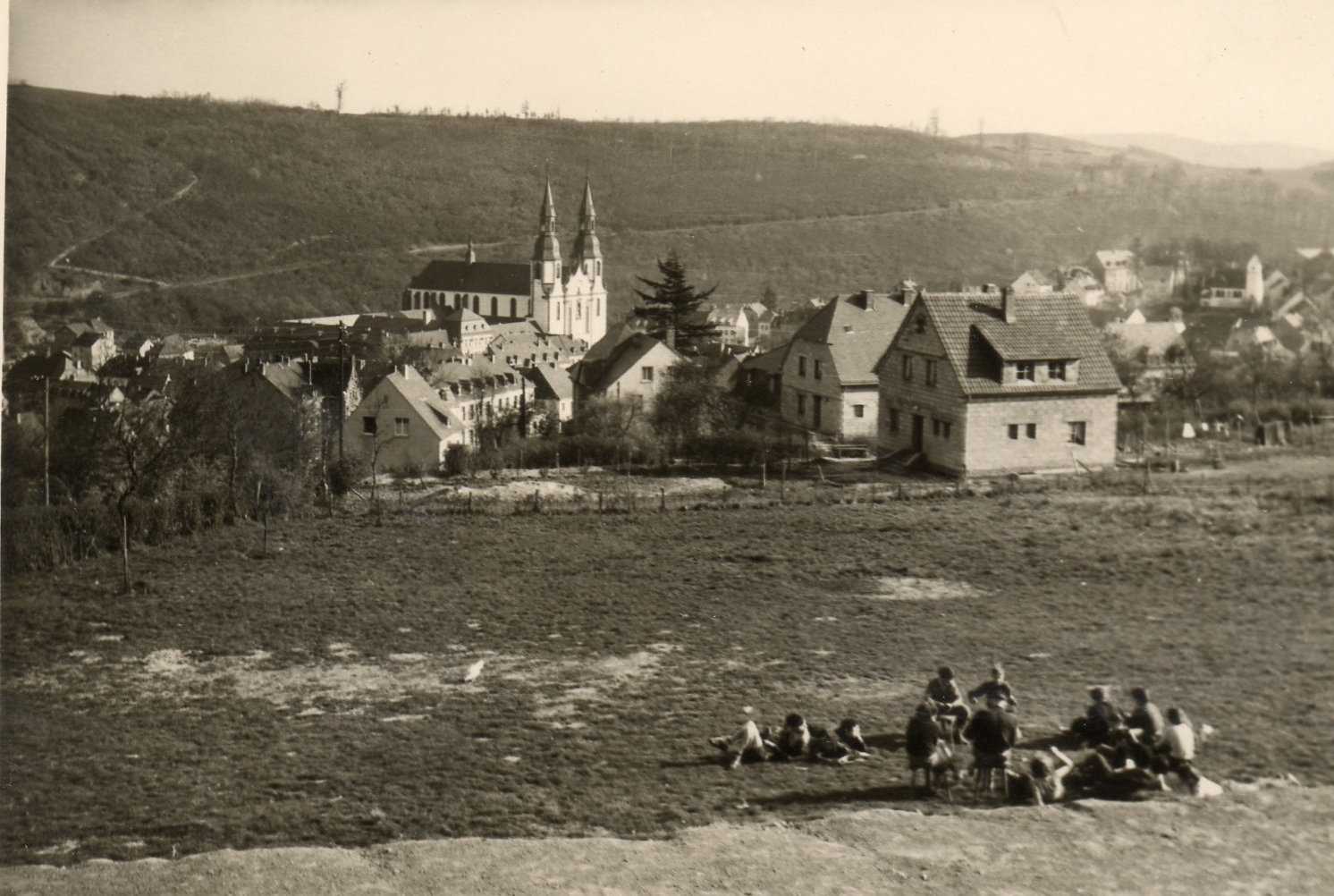
Ansicht von Prüm, etwa 1957

Nach dem Krieg gehörte Prüm ab 1946 zum neu gebildeten Land Rheinland-Pfalz. In der neuen Verwaltungsgliederung ist Prüm Kreisstadt des flächenmäßig größten Kreises in Deutschland, Schul- und Verwaltungszentrum.
Am 15. Juli 1949 brach in einem 1939 angelegten Stollen unter dem Kalvarienberg ein Feuer aus und rund 500 Tonnen Sprengstoff explodierten, die für die Sprengung von Bunkern des Westwalls vorgesehen waren. Die Explosion (siehe Explosionskatastrophe in Prüm) riss einen über 20 Meter tiefen Krater in den Berg; Erd- und Steinbrocken wurden zum Teil mehrere Kilometer weit geschleudert und beschädigten viele der wiederaufgebauten Häuser, zum Teil schwer. Bedingt durch eine frühzeitige Entscheidung zur Evakuierung der Stadt waren verhältnismäßig wenige Opfer (12 Tote und 15 Verletzte) zu beklagen.
Bei der Gebietsreform 1969/70 wurde der Landkreis Prüm mit dem Landkreis Bitburg zum Landkreis Bitburg-Prüm zusammengelegt und die Behörden überwiegend nach Bitburg verlagert. Prüm wurde Sitz der Verbandsgemeinde Prüm. Auf dem Kalvarienberg wurde 1984 das neue St.-Josef-Krankenhaus eröffnet. Das bischöfliche Konvikt wurde 2001 aufgelöst.
Im Jahr 2005 wurde der Prümer Vertrag zur Verbesserung der grenzüberschreitenden Zusammenarbeit in der EU unterzeichnet. Mit dabei war auch der deutsche Innenminister Otto Schily, dessen Vorfahren aus Prüm stammen. Ein Jahr später wurde ein Bundespolizeirevier in Prüm eingerichtet.

### Einwohnerstatistik
Die Entwicklung der Einwohnerzahl von Prüm bezogen auf das heutige Stadtgebiet; die Werte von 1871 bis 1987 beruhen auf Volkszählungen:
| Prüm: Einwohnerzahlen von 1815 bis 2023 | Prüm: Einwohnerzahlen von 1815 bis 2023 | Prüm: Einwohnerzahlen von 1815 bis 2023 | Prüm: Einwohnerzahlen von 1815 bis 2023 | Prüm: Einwohnerzahlen von 1815 bis 2023 |
| --------------------------------------- | --------------------------------------- | --------------------------------------- | --------------------------------------- | --------------------------------------- |
| Jahr                                    |                                         |                                         |                                         | Einwohner                               |
| 1815                                    | 1815                                    |                                         | 2.353                                   | 2.353                                   |
| 1835                                    | 1835                                    |                                         | 2.790                                   | 2.790                                   |
| 1871                                    | 1871                                    |                                         | 2.681                                   | 2.681                                   |
| 1905                                    | 1905                                    |                                         | 3.445                                   | 3.445                                   |
| 1939                                    | 1939                                    |                                         | 4.508                                   | 4.508                                   |
| 1950                                    | 1950                                    |                                         | 3.918                                   | 3.918                                   |
| 1961                                    | 1961                                    |                                         | 5.003                                   | 5.003                                   |
| 1970                                    | 1970                                    |                                         | 5.346                                   | 5.346                                   |
| 1987                                    | 1987                                    |                                         | 5.032                                   | 5.032                                   |
| 1997                                    | 1997                                    |                                         | 5.619                                   | 5.619                                   |
| 2005                                    | 2005                                    |                                         | 5.380                                   | 5.380                                   |
| 2017                                    | 2017                                    |                                         | 5.412                                   | 5.412                                   |
| 2023                                    | 2023                                    |                                         | 5.563                                   | 5.563                                   |
|                                         |                                         |                                         |                                         |                                         |

## Politik

### Stadtrat
Der Stadtrat in Prüm besteht aus 22 Ratsmitgliedern, die bei der Kommunalwahl 2024 in einer personalisierten Verhältniswahl gewählt wurden, und dem ehrenamtlichen Stadtbürgermeister als Vorsitzendem.
Die Sitze im Stadtrat verteilen sich wie folgt (Veränderung): SPD 4 (+1), CDU 6 (−2), FBB (Freie Bürgerbewegung) 12 (Summe Wählergruppen: +1).

### Stadtbürgermeister
Johannes Rolf Reuschen (parteilos) wurde am 27. Juni 2019 Stadtbürgermeister von Prüm. Bei der Direktwahl am 26. Mai 2019 hatte er sich mit einem Stimmenanteil von 56,91 % gegen seine Vorgängerin Mathilde Weinandy (CDU) durchgesetzt. Sie hatte das Amt seit 2004 ausgeübt. Bei der Bürgermeisterwahl am 9. Juni 2024 setzte sich Reuschen bei einer Wahlbeteiligung von 57,2 % mit 88 % der Stimmen als einziger Kandidat erneut durch.
Bürgermeister der Stadt Prüm:
- 1971 bis 1991: Vincenz Hansen
- 1991 bis 1999: Christian Krahwinkel
- 1999 bis 2004: Hansgerd Haas
- 2004 bis 2019: Mathilde Weinandy
- seit 2019: Johannes Reuschen

### Wappen
| Stadtwappen Prüm aktuell | Blasonierung: „In Rot auf einem erhöhten gebogenen grünen Schildfuß ein golden nimbiertes rückschauendes silbernes Lamm, im erhobenen rechten Vorderlauf eine nach links oben gerichtete schwarze Kreuzstange haltend, daran eine an einem Querholz befestigte fallende Flagge (Vexillum), mit aufwehendem, die Flaggenrückseite zeigendem Saum, darin in Silber ein rotes Balkenkreuz.“ |
| Stadtwappen Prüm aktuell | Wappenbegründung: Das Wappen der Stadt Prüm zeigt das Prümer Lamm (Variation des Agnus Dei), das auch von der Abtei Prüm im Wappen geführt wurde. Die Flagge ist die des ehemaligen Kurstaates, zu dem Prüm bis 1794 gehörte, und des heutigen Bistums Trier. |

### Städtepartnerschaften
- Monthermé (Frankreich), seit 1962
- Fort Madison (Vereinigte Staaten), seit 1997

## Kultur und Sehenswürdigkeiten

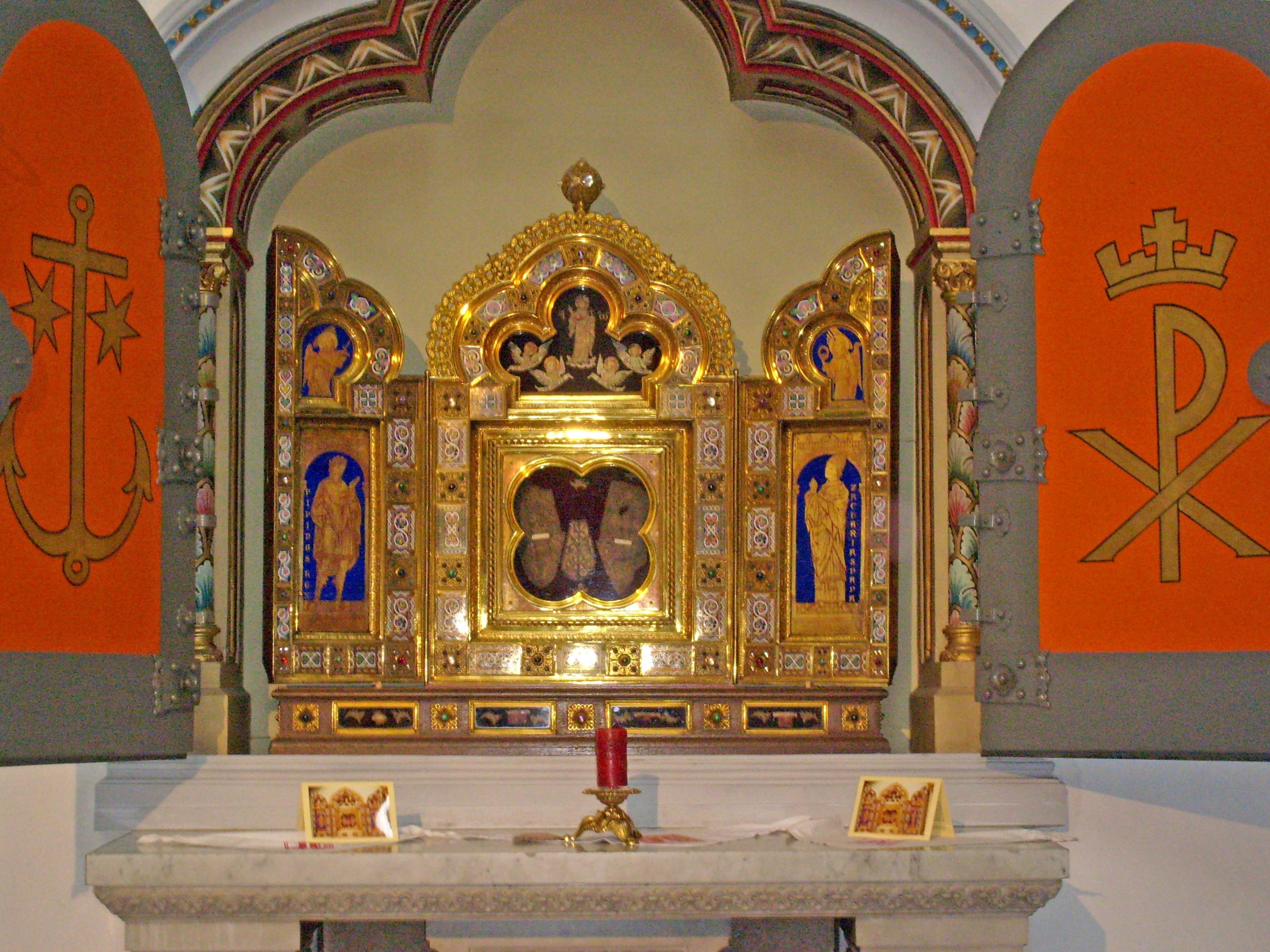
Reliquienschrein mit den Sandalenpartikeln Jesu Christi, eingenäht in die Schuhe des Papstes Zacharias

### Museen

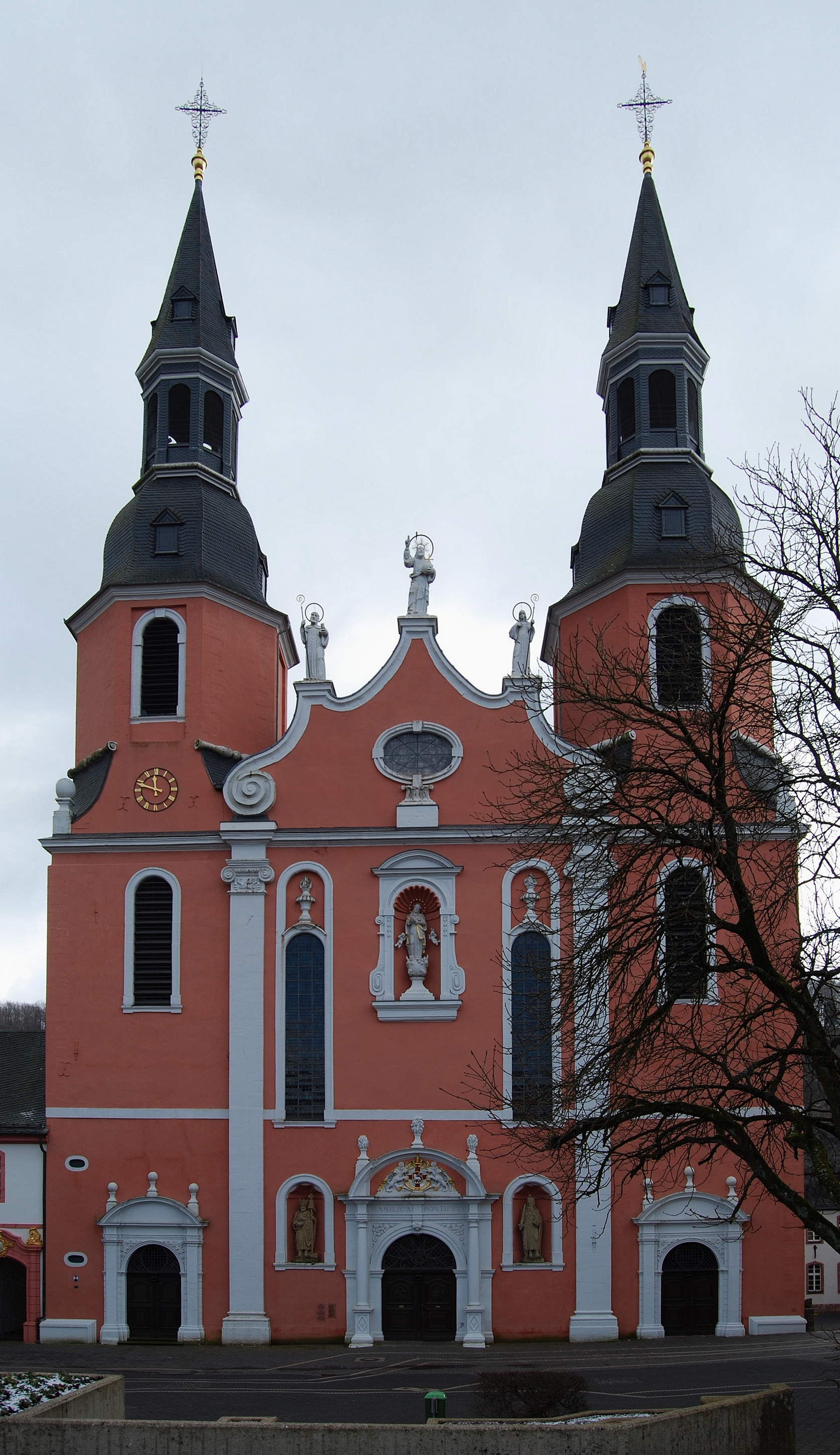
St. Salvator in Prüm

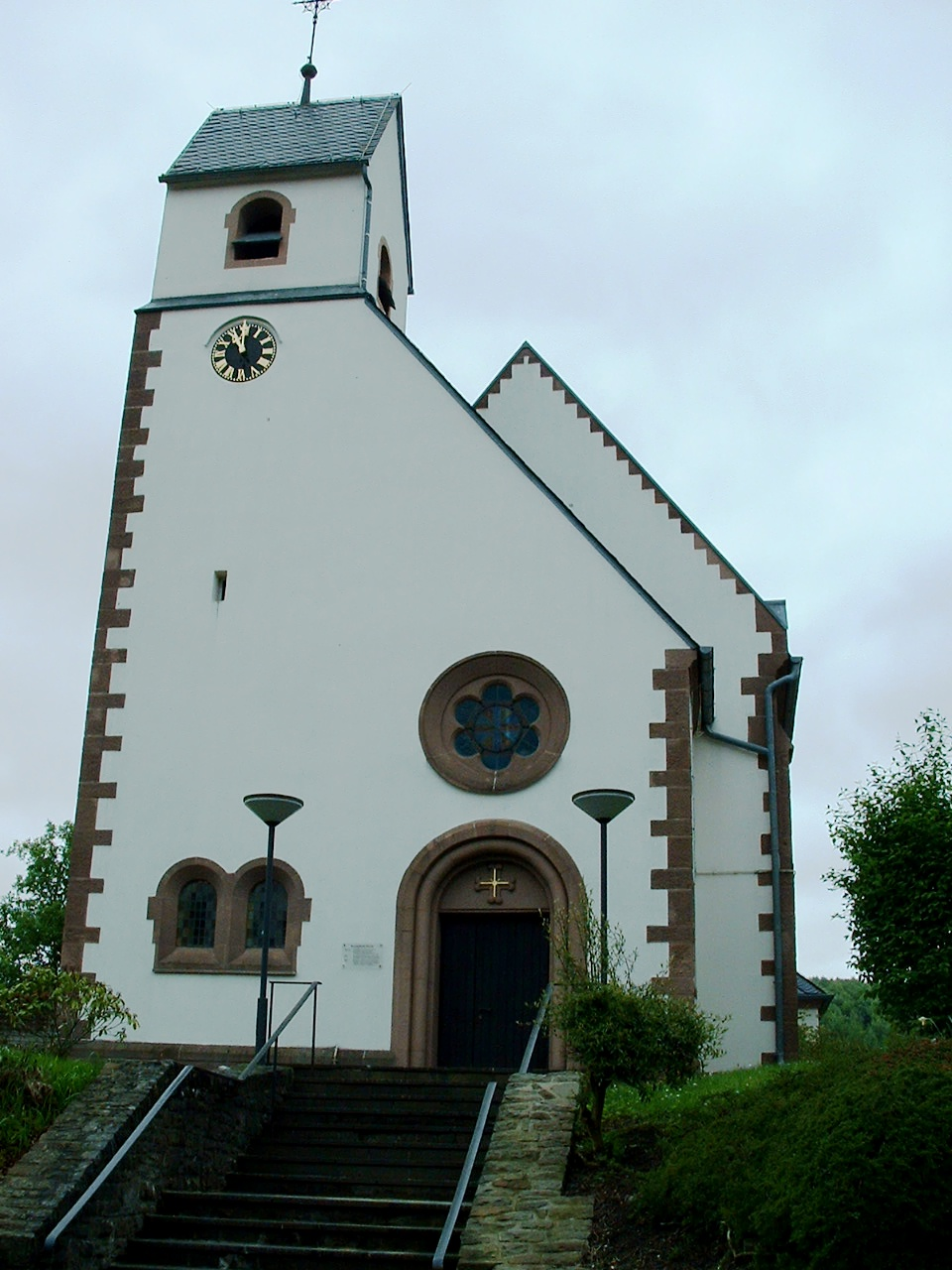
Evangelische Kirche

- Museum im Rathaus in der Tiergartenstraße 54
- Infostätte Mensch und Natur, Tiergartenstraße 78

### Bauwerke
- Sankt-Salvator-Basilika mit Grab Lothars I. und Reliquien (Sandalen Christi).
- Barocke Abtei Prüm nach Plänen Balthasar Neumanns mit prächtigem Portal und Kaisersaal, einer Rokoko-Aula, dem heutigen Regino-Gymnasium.
- Evangelische Kirche

### Denkmäler
- Explosionskrater (ca. 190 × 90 × 20 m) am Kalvarienberg mit Gedenkkreuz und neu errichteter Bergkapelle

### Veranstaltungen
Im Juni, Juli und August findet der „Prümer Sommer“ statt. Den Auftakt bilden ein Markt und ein Straßenmusikanten-Wettbewerb am letzten Sonntag im Juni. An den folgenden acht Donnerstagen finden Abendveranstaltungen auf dem Prümer Sommerplatz vor dem Rathaus statt, darunter Auftritte von Musikgruppen und Tanzensembles sowie Wettbewerbe im Melken, Bierkrugstemmen und Baumstammsägen. Auch eine Fahrrad-Sternfahrt und eine Modenschau gehören seit Jahren zum Programm. An vier Sonntagen finden in diesem Zeitraum jeweils direkt vor der Basilika Konzerte statt (Klassik, Jazz, Folk etc.).
Im Mai 2011 hat die Stadt Prüm den Rheinland-Pfalz-Tag ausgerichtet.

## Wirtschaft und Infrastruktur

### Wirtschaft
Zu den größten Arbeitgebern der Region gehören MUH Arla, die Stihl AG, Streif GmbH, Prüm-Türenwerk GmbH und Tesla Automation. Die MUH Arla hat ihren Sitz im zehn Kilometer entfernten Pronsfeld.

### Verkehr

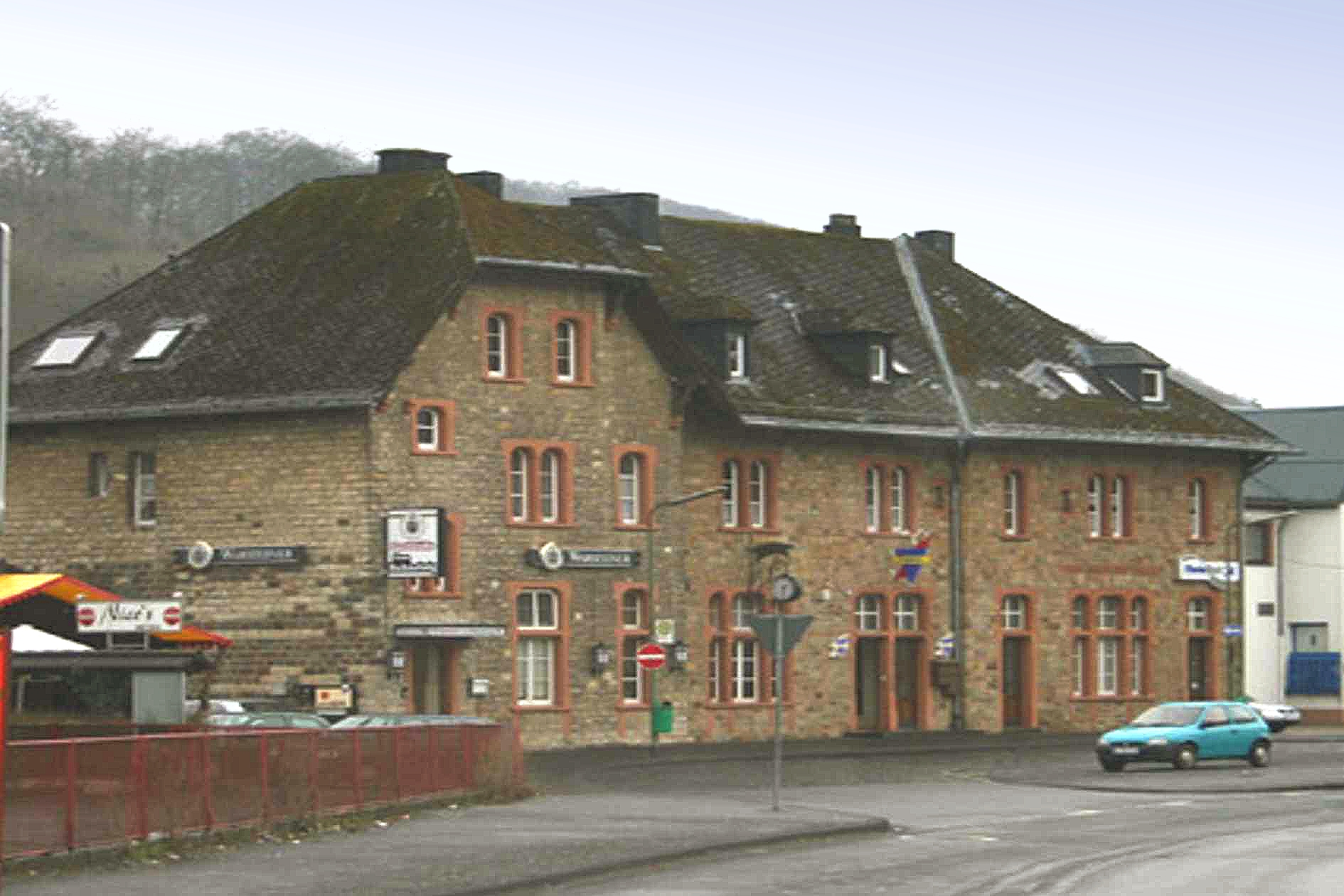
Bahnhof Prüm, Straßenseite

Am 22. Dezember 1883 wurde Prüm mit der Eröffnung der Westeifelbahn von Gerolstein an das deutsche Eisenbahnnetz angeschlossen. Im Oktober 1886 wurde die Verbindung über Pronsfeld bis nach Bleialf erweitert. Zwei Jahre später waren dann Bahnfahrten bis nach St. Vith (damals zum Deutschen Reich gehörend) möglich. Ebenfalls wurden ab Pronsfeld Stichstrecken nach Waxweiler und Arzfeld–Neuerburg gebaut. Am 28. Mai 1972 wurde der Abschnitt Prüm – Pronsfeld für den Personenverkehr stillgelegt und am 27. September 1980 wurde der Personenverkehr zwischen Gerolstein und Prüm eingestellt. Anschließend verkehrten lediglich einzelne Güterzüge. Im Dezember 2000 hielt der letzte Zug – ein Sonderzug der lokalen Eisenbahnfreunde – am Bahnhof der Abteistadt. Mittlerweile wurden die Gleisanlagen ab dem Bahnübergang Prümtalstraße in Richtung Pronsfeld demontiert. Auf der früheren Bahntrasse wurde ab dem ehemaligen Bahnübergang der Straße nach Niederprüm ein Radweg errichtet. Über diese Trasse werden heute der Eifel-Ardennen-Radweg und der Prümtal-Radweg geführt.
Die Bundesstraßen 265 und 410 kreuzen sich in Prüm, die A 60 und die B 51 verlaufen unweit der Stadt. In Richtung Süden wurde die B 51 bis kurz vor Bitburg zugunsten der A 60 zur Landesstraße abgestuft; in Richtung Norden stellt sie eine vielbefahrene Verbindung von der A 60 zur rund 35 km entfernten A 1 in Richtung Norden dar.
Das Prümer Zentrum ist für den Durchgangsverkehr über 7,5 Tonnen gesperrt. Der Fernverkehr wird über die B 51 und die B 410 um Prüm geleitet.

### Bus (Öffentlicher Personennahverkehr)
Die Stadt Prüm im Eifelkreis Bitburg-Prüm ist über mehrere Regional- und lokale Buslinien an das öffentliche Nahverkehrsnetz des Verkehrsverbunds Region Trier (VRT) angeschlossen. Im Zuge des ÖPNV-Konzepts Rheinland-Pfalz Nord wurde das Angebot durch die Linienbündel Schneifel (2020), Waldeifel (2022) und Kylltal (2023) umfassend neu strukturiert.

### Linienübersicht
- 440 / 445: Verbindung nach Bitburg über u. a. Schönecken, Rittersdorf und Waxweiler → Takt: Montag bis Sonntag alle 2 Stunden
- 441: Verbindung zwischen Prüm und Nimshuscheid über Schönecken, Lasel und Giesdorf → Takt: Montag bis Freitag alle 2 Stunden
- 460 / 465: Gemeinsame Verbindung nach Gerolstein mit Weiterführung nach Clervaux (LU) bzw. St. Vith (BE) → Takt Richtung Gerolstein: Montag bis Samstag Stundentakt, sonntags alle 2 Stunden → Takt Richtung Clervaux/St. Vith: Montag bis Samstag alle 2 Stunden, sonntags alle 4 Stunden
- 466: Verbindung nach Gerolstein über Dausfeld, Weinsheim (Industriegebiet), Gondelsheim und Schwirzheim → Takt: Montag bis Samstag alle 2 Stunden, keine Fahrten sonntags
- 467: Bedient werktags im Stadtgebiet u. a. Schulzentrum, Krankenhaus, Stadtwald und Astrid-Lindgren-Schule → Takt: Montag bis Freitag alle 2 Stunden
- 540: Verbindung über Olzheim, Ormont und Stadtkyll nach Jünkerath → Takt: Montag bis Sonntag alle 2 Stunden

### Wichtige Haltestellen
- Prüm Gerberweg: Wichtigster Umsteigepunkt für Linien- und Schülerverkehre
- Prüm Bahnhof: Haltestelle nahe eines zentralen Einkaufszentrums, häufig bedient
- Prüm Krankenhaus: Bedeutende Haltestelle, regelmäßig von den Linien 465, 467 und 540 angefahren

### Bedarfsverkehre (RufBus)
Zur Anbindung kleinerer Orte im Prümer Umland verkehren mehrere RufBus-Linien des VRT nach vorheriger Anmeldung (mind. 60 Minuten vor Abfahrt). Die Fahrten erfolgen auf festen Linienwegen mit definierten Haltestellen.
→ Takt:
- Montag bis Samstag: alle 2 Stunden
- Sonntag: alle 4 Stunden

Beispielhafte Linien mit Halt in Prüm:
- 480: Heckhuscheid – Bleialf – Prüm[17]
- 481: Lierfeld – Pronsfeld – Prüm
- 486: Neuendorf – Olzheim – Prüm

### Öffentliche Einrichtungen
Prüm ist Sitz der gleichnamigen Verbandsgemeindeverwaltung.
Daneben ist es Sitz eines Katasteramtes und eines Amtsgerichtes. Der Bezirk des Amtsgerichts Prüm umfasst die Verbandsgemeinden Arzfeld, Obere Kyll und Prüm (§ 6 Nr. 4 e Gerichtsorganisationsgesetz von Rheinland-Pfalz vom 5. Oktober 1977). Für Strafsachen, die zur Zuständigkeit des Schöffengerichtes gehören, besteht eine Zuständigkeit des Amtsgerichtes in Bitburg.
Zusätzlich hat die Bundespolizeiinspektion Trier seit Dezember 2006 ein Revier in Prüm. Weiterhin befindet sich in Prüm eine Polizeiinspektion der Landespolizei Rheinland-Pfalz.

### Bildung
Folgende Schulen gibt es in der Stadt: Regino-Gymnasium, Vinzenz-von-Paul-Gymnasium, Kaiser-Lothar-Realschule Plus, Berufsbildende Schule, Astrid-Lindgren-Schule, Förderschule mit den Förderschwerpunkten Ganzheitliche Entwicklung, Lernen und Sprache, Bertrada-Grundschule, Volkshochschule.
Das im Sommer 2021 eröffnete Schülerforschungszentrum Prümer Land bietet den Schülern die Möglichkeit, individuell naturwissenschaftlich zu experimentieren, zu forschen, zu entwickeln und zu präsentieren. Der Schwerpunkt dieser Bildung liegt bei der Umwelterziehung.

## Persönlichkeiten
- Conrad Moritz (1787–1881), Landrat
- Johann Jacob Alff-Becker (1796–1870), Reichstags- und Landtagsabgeordneter
- Victor Schily (1811–1875), Rechtsanwalt und Revolutionär 1848/49
- Carl Wingender (1812–1894), Porträt- und Jagdmaler der Düsseldorfer Schule
- Karl Alfred Friedrich (1868–1952), preußischer Bürgermeister und Landrat
- Heinrich Lehmann (1876–1963), Rechtswissenschaftler
- Paul Scheer (1889–1946), Polizeioffizier, zuletzt Generalleutnant der Polizei und SS-Gruppenführer im Zweiten Weltkrieg
- Rudolf Meimberg (1912–2011), Wirtschaftswissenschaftler und Hochschullehrer
- Oscar Holderer (1919–2015), deutsch-US-amerikanischer Raketeningenieur
- Karl-Maria Steffens (1928–2020), Schauspieler, Hörspiel- und Synchronsprecher
- Hans Tölkes (1935–2025), Politiker (CDU) und Vorsitzender der Lebenshilfe in Prüm
- Werner Gauer (* 1937), Klassischer Archäologe
- Erich Maas (* 1940), Fußballspieler
- Michael Blum (1942–2023), Künstler
- Heinz Klaus Mertes (* 1942), Fernsehjournalist
- Ulrich Roski (1944–2003), Liedermacher
- Georg Büchel (* 1951), Geologe und Professor an der Universität Jena
- Norbert Scheuer (* 1951), Schriftsteller
- Josef Zierden (* 1954), Gymnasiallehrer, Literaturmanager und Publizist
- Raimund Allebrand (* 1955), Journalist, Buchautor, Theologe, Psychologe
- Manfred Hell (* 1956), Unternehmer (Jack Wolfskin)
- Rainer Endres (* 1957), deutscher Flottillenadmiral
- Manfred Reuter (* 1957), Journalist und Buchautor
- Norbert Wangen (* 1962), Möbel- und Industriedesigner
- Birgit Bormann (* 1965), Fußball-Nationalspielerin
- Martin Skoda (* 1966), Schauspieler
- Walter Lehnertz (* 1967), Kunst- und Antiquitätenhändler
- Jörg Antoine (* 1968), Kirchenjurist, Konsistorialpräsident in Berlin
- Lasse Samström (* 1969), Poetry Slammer
- Markus Haid (* 1973), Hochschullehrer für Sensorik und Software-basierte Messdatenverarbeitung
- Markus Klauk (* 1973), Schauspieler
- Holger Kockelmann (* 1973), Ägyptologe
- Svaen Lauer (* 1974 oder 1975), Soul- und Rocksänger
- Michael Balter (* 1976), belgischer Politiker
- Thomas Thielen (* 1976), Multiinstrumentalist, Sänger, Komponist, Musikproduzent, Arrangeur und Toningenieur
- Nicholas Müller (* 1981), Musiker und Schriftsteller
- Alexander Miesen (* 1983), belgischer Politiker